# Приходько Пилип Романович
Пили́п Рома́нович Прихо́дько (1925—2004) — військовик РА, учасник нацистсько-радянської війни, повний кавалер ордена Слави.

## Життєпис
Народився 1925 року в селі Козаровичі (сучасний Вишгородський район, Київська область) у родині селян-українців. 1941 року здобув 8-класну освіту.
В рядах РА від 10 листопада 1943 року. Автоматник 1142-го стрілецького полку, 340-ва стрілецька дивізія, 60-та армія, Перший Український фронт.
Протягом 21-25 квітня 1944 року у боях за село Семиківці (сучасний Теребовлянський район, Тернопільська область) Пилип Приходько ліквідував понад 10 солдатів та офіцерів противника.
15 липня 1944 року у боях за Купчинці (Козівський район Тернопільської області) ліквідував 11 вояків противника, у бою за панівну висоту підняв воїнів в атаку та першим досяг розташування ворога, при цьому ліквідував ще кількох неприятелів.
В подальшому воював у складі того ж полку й дивізії — у 38-й армії Четвертого Українського фронту. 25 січня в бою за Тарново Подгорне ліквідував до 10 солдатів противника, придушив вогонь 2 кулеметних точок та захопив полоненого.
Брав участь в Проскурівсько-Чернівецькій, Львівсько-Сандомирській, Карпатсько-Дуклинській, Західно-Карпатській та Моравсько-Остравській операціях. 1945 року демобілізований.
1947 року закінчив Київський автотехнікум, 1967-го — Київський автодорожний інститут.
Працював головним механіком, інженером по спеціальній роботі Іванківського автотранспортного підприємства. Від 1972 року — старший лейтенант-інженер запасу.
Проживав в Іванкові, де й помер 2004 року.

## Нагороди
- орден Слави 3-го ступеня (8 травня 1944)
- орден Слави 2-го ступеня (26 серпня 1944)
- орден Слави 1-го ступеня (23 травня 1945)
- орден Вітчизняної війни 1-го ступеня
- медалі